# Terry Hollinger
Terry J. Hollinger (* 24. Februar 1971 in Regina, Saskatchewan) ist ein ehemaliger kanadischer Eishockeyspieler, der zwei Spielzeiten in der National Hockey League und eine in der Deutschen Eishockey Liga verbracht hat.

## Karriere
Terry Hollinger begann seine Karriere in seiner Heimatstadt Regina, wo er für verschiedene Juniorenmannschaften spielte. Ab der Saison 1987/88 war er in der Western Hockey League für die Regina Pats aktiv. 1990 wechselte er zu den Lethbridge Hurricanes. Beim NHL Entry Draft 1991 wählten die St. Louis Blues Hollinger in der siebten Runde an 153. Stelle aus. Der Verteidiger blieb aber zunächst in der WHL und absolvierte eine weitere Saison für die Hurricanes.
Vor den Play-offs 1992 gab er sein Profidebüt bei den Peoria Rivermen aus der International Hockey League. Anschließend gehörte er über drei Jahre zu den wichtigsten Spielern im Farmteam der St. Louis Blues. Während dieser Zeit konnte Hollinger insgesamt sieben Spiele in der National Hockey League absolvieren. Im August 1995 unterschrieb der Kanadier als Free Agent bei den Buffalo Sabres, spielte aber über zwei Spielzeiten nur bei den Rochester Americans in der American Hockey League. 1996 gewann er den Calder Cup und wurde ins All-Star Team gewählt. Im Sommer 1997 kehrte Hollinger in die Organisation der St. Louis Blues zurück und spielte für die Houston Aeros und die Worcester IceCats. Von 1998 bis 2001 war er ausschließlich in der IHL aktiv. In drei Jahren spielte er, bedingt durch drei Transfers, für vier verschiedene Mannschaften.
Zur Saison 2001/02 wechselte Hollinger zu den Iserlohn Roosters in die Deutsche Eishockey Liga. Dort verpasste er die Play-offs und war im nächsten Jahr für den HC Sierre und den HC Milano Vipers aktiv. 2003 kehrte der Verteidiger zurück nach Nordamerika und spielte zwei Jahre für die Quad City Mallards in der United Hockey League. Anschließend beendete er seine Karriere.

## Erfolge und Auszeichnungen
- 1988 Telus-Cup-Gewinn mit den Regina Pat Canadians
- 1996 Calder-Cup-Gewinn mit den Rochester Americans
- 1996 AHL Second All-Star Team
- 1997 AHL First All-Star Team
- 2003 Italienischer Meister mit dem HC Milano Vipers

## Karrierestatistik
(Legende zur Spielerstatistik: Sp oder GP = absolvierte Spiele; T oder G = erzielte Tore; V oder A = erzielte Assists; Pkt oder Pts = erzielte Scorerpunkte; SM oder PIM = erhaltene Strafminuten; +/− = Plus/Minus-Bilanz; PP = erzielte Überzahltore; SH = erzielte Unterzahltore; GW = erzielte Siegtore; 1 Play-downs/Relegation; Kursiv: Statistik nicht vollständig)